# Церовник
45°15′ пн. ш. 15°30′ сх. д. / 45.25° пн. ш. 15.5° сх. д.
Церовник (хорв. Cerovnik) — населений пункт у Хорватії, в Карловацькій жупанії у складі громади Йосипдол.

## Населення
Населення за даними перепису 2011 року становило 144 осіб.
Динаміка чисельності населення поселення: